# Havsrudefiskar
Havsrudefiskar (Sparidae) är en familj i underordningen abborrlika fiskar (Percoidei). Det finns 38 släkten med tillsammans över 154 arter.
Trots namnet finns även arter i familjen som besöker bräckt vatten eller sötvatten. De största familjemedlemmarna når en längd av 120 cm.
Havsrudefiskar lever i tropiska och subtropiska öppna havsområden i stim. Ungefär hälften av alla kända arter finns i Sydafrikas närhet och 24 arter förekommer i Medelhavet.
I familjen finns både arter som lever av växter, arter som tar animalisk föda och allätare.
Havsrudefiskar är ofta tvåkönade eller byter kön under sitt liv.

## Taxonomi
Släkten enligt Fishbase:
- Acanthopagrus, 20 arter
- Archosargus, 3 arter
- Argyrops, 4 arter
- Argyrozona, en art
- Boops, 2 arter
- Boopsoidea, en art
- Calamus, 13 arter
- Centracanthus, en art
- Cheimerius, 2 arter
- Chrysoblephus, 6 arter
- Crenidens, en art
- Cymatoceps, en art
- Dentex, 13 arter
- Diplodus, 16 arter
- Evynnis, 2 arter
- Gymnocrotaphus, en art
- Lagodon, en art
- Lithognathus, 4 arter
- Oblada, en art
- Pachymetopon, 3 arter
- Pagellus, 6 arter
- Pagrus, 6 arter
- Parargyrops, en art
- Petrus, en art
- Polyamblyodon, 2 arter
- Polysteganus, 8 arter
- Porcostoma, en art
- Pterogymnus, en art
- Rhabdosargus, 6 arter
- Sarpa, en art
- Sparidentex, 4 arter
- Sparodon, en art
- Sparus, en art
- Spicara, 8 arter
- Spondyliosoma, 2 arter
- Stenotomus, 2 arter
- Virididentex, en art